# 德意志留声机
德意志留聲機（德語：Deutsche Grammophon，發音：[ˈdɔʏtʃə ɡʁamoˈfoːn]，簡記為DGG，現多作DG）是一家德國古典音樂唱片公司。公司在草創時期就是以生產及銷售留聲機及唱片為主，因為這個基礎，令它後來成為世界著名的古典音樂唱片品牌之一。它的總部位於柏林腓特烈斯海恩。
DG公司歷史逾百年，見證了整個20世紀古典音樂界及唱片業的發展，它在70年代初成為寶麗金唱片集團（PolyGram）的一份子，當時迪卡唱片公司和飛利浦唱片公司亦隸屬於同一集團；不過集團後來在1998年被環球唱片收購。
現在DG公司擁有阿希夫（Archiv）、威斯敏斯特（Westminster）兩個子品牌。其中阿希夫以錄製早期古典音樂，特別是巴洛克時期的音樂為主。DG公司在美國、日本和法國都有分部。
進入20世紀90年代後，全球唱片業蕭條，新唱片數量大幅下滑。為了保持優勢，DG公司提出的策略是，一方面繼續支持樂壇新人，製作新的錄音；另一方面，不斷再版錄音庫裡的珍貴錄音資料，並對其使用「原像位元處理」（Original-Image Bit-Processing）技術重新母帶重製（remastering）再發行。
DG公司的錄音風格是，注重整體效果的平衡。技術方面，不追求發燒特效，所以它的錄音出現暴音等瑕疵的情況少，因此錄音品質有保證。

## 歷史
1898年，DG公司由黑膠唱片的發明者德國人埃米爾·貝林納（Emil Berliner）和其兄弟約瑟夫創立於他們的故鄉漢堡市。成立前，貝林納已於1887年9月29日申請了留聲機及唱片的專利，且已先在英國的倫敦成立了英國留聲機公司（EMI公司的前身）；DG公司屬於其子公司。作為技術上、商業上的嘗試，當時其股份大部分在英国人手裡，主要業務是将從英国來的母盤加工壓製成唱片，在德國發行。

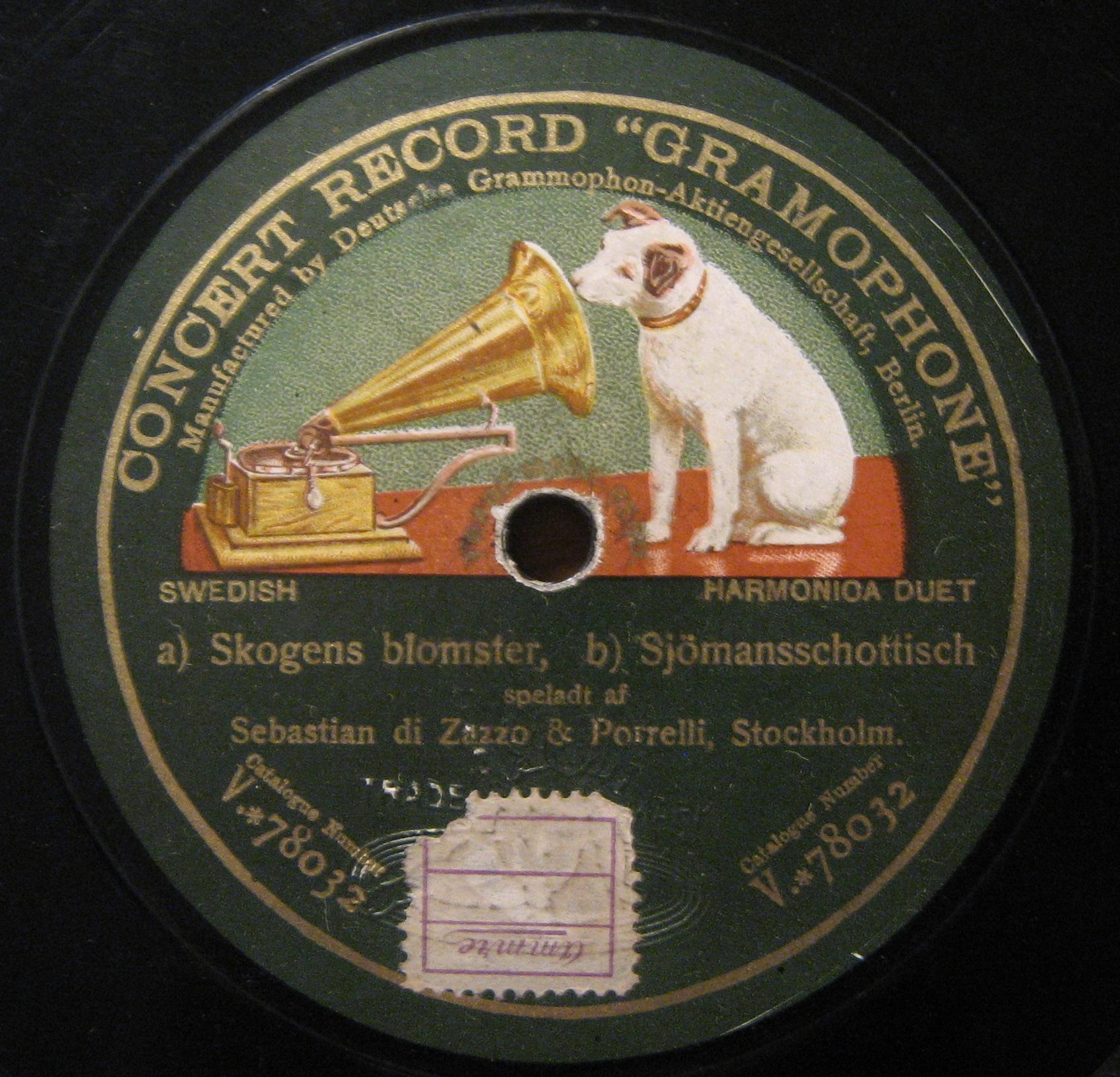
早期所用的HMV（His Master's Voice）商標

1910年，巴克豪斯錄製葛利格鋼琴協奏曲第一樂章。1913年，指揮家尼基施錄下完整的貝多芬第5號交響曲，分成四張雙面唱片，每面5分鐘。
1914年，第一次世界大戰爆發，英德交戰，德國政府沒收了英資的DG公司，從此DG公司與倫敦母公司分離，開始獨立經營。音樂家肯普夫、克伦佩勒成為活躍的錄音分子。
20世紀二、三十年代，DG公司另外設立了一個在國外發行唱片的寶麗多（Polydor）商標。納粹德國期間，許多簽約音樂家被禁止錄音，另一些猶太裔演奏家則受迫害而出逃。1937年，DG公司宣佈破產，之後在1941年，德國的西門子與哈斯克電器公司收購DG公司，並將其改名為「寶利多國際」（Polydor International）。
1949年，寶利多公司啟用了著名的黃色鬱金香匾額商標，上書「Deutsche Grammophon」，故消費者多仍習慣稱呼其叫DG，反而對Polydor較生疏。該商標由西門子的廣告顧問漢斯·多米茨拉夫（Hans Dominzlaff）設計，此後氣質高貴而典雅的「DG黃標」，遂成為古典音樂愛樂者們心目中最著名之品牌識別標誌。
1951年，DG公司正式推出第一批LP。1952年，艾爾莎·席勒擔任製作人，為公司史上最好的製作人之一。
1958年，DG公司開始以立體聲技術錄製唱片。
1962年，德國的西門子與荷蘭的飛利浦兩家公司，將其下屬的DG公司與Philips，合併成為DGG/PPI集團。1972年，DG與Philips兩家唱片公司正式合資，組成了跨國企業寶麗金（Polygram）集團，但仍各自維持DG與Philips的品牌不變。
70年代末80年代初，DG公司積極推廣新的唱片格式CD，邁入數位化時代。1981年，推出卡拉扬的第一款數位錄音──莫扎特的歌劇《魔笛》。之後1982年，正式推出第一批CD系列，此後開始逐漸淡出LP市場，以CD為主要商品。
1987年，西門子出售了其在DG公司的所有股票，於是飛利浦成為DG最大的持股者。1991年，DG公司正式採用4D錄音技術。1995年，推出新中價位「The Originals」系列（俗稱「大花版」系列），將原像位元處理技術的應用常規化，開始有系統地大量復刻昔日LP時代經典級名盤。
1998年，美國的環球唱片集團收購寶麗金，DG公司成為旗下的一個品牌，但仍維持原名不變。2002年第三季，DG公司正式推出第一批SACD。2004年，跟德國最大的節目供應商Unitel達成協議，利用最新的數位重整技術，以DVD重新發行好些已絕版的錄影節目，例如卡洛斯·克莱伯的演奏會錄像。
2014年，少部分新錄音重新開始發行LP約6張專輯，等到2015年新錄音與重刻發行LP則提高至17張專輯，之後每年發行的LP專輯持續增加中。

## 錄音技術
4D錄音技術於1990年開發。由DG錄音中心主任克勞斯·海曼（Klaus Hiemann）和錄音師史提方·史巴塔（Stefan Shibata）共同開發，並於1993年正式應用於錄音工程。但後來在21世紀初，DG公司放棄了該技術。4D技術分為四個重要部分：第一是前級放大器和麥克風；第二是24位元A/D轉換器，增益18 dB以上；第三是Stage Box和數位網絡系統，使得遠端監控錄音成為可能，而信號傳輸為數位訊號，避免模拟傳輸產生的各種失真；第四是數位等化器，將調控從麥克風錄得的訊號。
DG公司錄音技術的核心部分，是其與日本山葉公司共同研製開發的超級D/A與A/D轉換器。這種轉換器擁有高位元的解析效果，運作方式為21位元，後來提高為24位元，大幅提升了錄音的精確度。

### 原像比特處理技術
這是4D技術的延伸，主要用於處理舊錄音母帶的混音及重整工序。這種技術首次應用於卡拉揚金版系列；後來DG的大師原版系列也是一該技術為基礎的。自1995年2月起，DG以「大花版」系列之名，選擇昔日優秀錄音與名演版本，陸續以中價位重新發行。著名的英國企鵝唱片評鑑曾經表示「DG的大花版系列CD，轉製後音質明顯改善，母帶經過處理後更能自然地顯出溫暖的氛圍，以及幾可亂真的LP模拟唱片氣息。」

### 多媒體技術
DG公司開發的數據光盤唱片，光盤上面有音軌和數據軌，音軌用於記錄錄音信息，而數據軌則用於保存樂譜資料。該唱片可運行於Windows或Mac平台。可在播放的同時，在顯示器上同步顯示樂譜。

## 唱片系列

### 現在的主要系列
「大師原版」系列（The Originals，俗稱「大花版」或「大禾花」系列，此花為「鬱金香」）
中價，1995年開始推出；這套系列，封面將從前發行的LP的封面向左傾斜了一個角度，並在左上角打上一藍色印章，上書“The Originals”（因 CD的收錄曲目比LP為多，原版封面所標示的曲目，還是會做一些修改來配合CD的內容）。
DG公司在系列裡運用了的Originals Image Bit-Processing技術，新技術使得舊錄音重新煥發光彩，錄音年代大概為1950-1980年這一段時間。「大師原版」系列至今還是DG公司銷量的重要組成部分，而且目前還在不斷擴大。
DG公司本來打算該系列只出100張，第一張是卡洛斯·克萊伯指揮維也納愛樂樂團的貝多芬第五、第七交響曲，其中包括库贝利克的德沃夏克第8、9交響曲，李希特的鋼琴協奏曲等。而最後一張則是也是由卡洛斯·克萊伯指揮維也納愛樂樂團演繹勃拉姆斯的第4號交響曲。但鑒於該系列大受消費者歡迎，DG公司決定繼續發行該系列唱片。
2006年第一季，同為環球唱片旗下的Decca Music Group，主要品牌包括：Decca及Philips，會跟隨DG以The Originals的名義來推出其全新中價位唱片系列，封面設計樣板跟DG的同系列是一模一樣。
收藏家系列（Collectors Edition）
廉價、環保紙盒包裝、以作曲家為單位。此系列是以模擬立體聲錄音為主，範圍由1958年至1981年數位錄音出現之前為止。
包括：卡拉揚60年代指揮的貝多芬交響曲全集，阿巴多指揮伦敦交响乐团演出的门德尔松交響曲全集，约胡姆的布鲁克纳交響曲全集和米凯兰杰利的DG全套錄音。
Original Masters系列
廉價、環保紙盒包裝、以演藝名家為單位。這是Collectors Edition的姊妹作，所選錄音範圍除了模擬立體聲錄音之外，更擴闊至1958年以前的單聲道錄音，故此有更多上一輩演藝人的老錄音透過此系列得以在CD首度面世。

### 過去發行的系列
畫廊系列（Galleria）
中價。DG公司自從推出CD以來，「畫廊」就是其中價位系列的中流砥柱，此系列是以類比錄音為主，範圍由1958年至1981年數位錄音出現之前為止。1995年，DG推出The Originals，許多原本在「畫廊」的錄音被轉到新系列重新發行，但它的位置並未因此而被取代。後來，DG把用來發行數位錄音的中價位系列（名為Masters）結束，重發數位錄音的責任從此就交由「畫廊」負責，不過DG最後還是多開了一個專門重發數位錄音的中價位系列entree。這系列收錄的曲目不少，例如有庫貝裡克指揮捷克作曲家史麥塔納的我的祖國。
廉價系列
低價。DG的廉價系列共有兩個：其一是「Privilege」、其二是專門推出老錄音的「Document」，它們已在目錄上消失，事實上Privilege系列中由阿巴多指揮柴可夫斯基的第2號及第4號交響曲非常受歡迎。2001年，環球唱片以AMbient Surround Imaging（AMSI）技術作招徠，由Decca Music Group代理的新廉價系列Eloquence，其特色就是集合了DG、Decca及Philips三家的錄音。
可是這系列還是被認為是用來測試由德國漢堡Emil Berliner Studios所開發的AMSI技術的過渡性產品，而AMSI的第二代技術，現正用來處理音樂會DVD裏的Liner PCM及5.1聲軌。另一方面，Document這個品牌卻以Eloquence這件外衣得以延續下去。
卡拉揚金版系列（Karajan Gold）
高價。指揮大師卡拉揚於八十年代末開始錄製其第一批數碼CD。DG公司選其中25張，製作為卡拉揚金版，其中包括卡拉揚第四次錄製的貝多芬交響曲全集。
卡拉揚紀念專輯（100 Masterpieces）
中價。1999年為紀念卡拉揚逝世十週年。DG公司推出了100張傑作紀念專輯，以卡拉揚遺孀愛麗特·馮·卡拉揚的畫作為封面。收有普罗科菲耶夫的第1號、第5號交響曲，俄羅斯作品集。
卡拉揚系列（俗稱簽名系列）
中價，這是指揮大師卡拉揚在七十年代進行的全集錄音計畫的結集，收有舒曼交響曲全集、布魯克納交響曲全集等。
傑利畢達克（Sergiu Celibidache）系列
正價。1997年，羅馬尼亞籍指揮家傑利畢達克逝世，DG公司獲得其兒子授權，取得指揮家在瑞典及斯圖加特停留時期的錄音檔案，一共製作發行60 CD。至99年末推出四個套裝，分別為：布拉姆斯交響曲全集（3 CD + Bonus CD），理查·史特勞斯與雷斯庇基專輯、俄羅斯管絃樂專輯與德布西、拉威爾作品。演出是由瑞典電台交響樂團（Swedish Radio Symphony Orchestra）與及斯圖加特電台交響樂團（Stuttgart Radio Symphony Orchestra）承擔，錄音橫誇1960年代末至1980年代初。同系列裏的兩套布魯克納交響曲選集，已經被整合在一起，並安排到「收藏家系列」以廉價繼續發售。
Westminster The Legacy
DG從環球唱片接收了美國廠牌Westminster的庫存後，在2002年以OIBP技術推出以這公司來命名的新系列，可惜很快就終止。論重發數量來計算，日本環球唱片的重發量較多亦較全面。
20-21世紀系列（20-21 Century）
正價。灌錄的是布莱兹等人的當代音樂作品。
小雙張系列（2 CD）
正價，雖然是2 CD可是卻以1 CD的價錢出售，曲目範圍廣。有小澤征爾的《天鹅湖》，伯恩斯坦的海顿《創世紀》等。
Double系列
這是DG公司法國分部發行的一個系列。封面的照片成鏡象對半分開，上部標有曲目名和演奏者。說明書簡單（一頁）。但該系列收有珍貴錄音，比如約夫姆的《魔彈射手》和弗里乔伊的貝多芬第3號、第5號、第7號和第8號交響曲等。
音樂王國（Classikon）系列
低價。共100張，按作曲家出生時間編排順序，收入從中世紀開始到20世紀作曲家最代表性的作品。封面中央為一畫作。畫作上面寫出曲目，下面標出演奏者。

## 旗下的藝術家
在DG公司留下錄音的，大多是樂壇的柱樑。指揮家有富特文格勒、卡拉揚、伯恩斯坦、貝姆、卡洛斯·克萊伯、阿巴多、蒂勒曼和弗里乔伊等；鋼琴家有霍羅威茨、塞尔金、吉列尔斯、里赫特和肯普夫；小提琴家有施奈德漢、梅纽因、米尔斯坦和穆特等；歌唱家菲舍爾-迪斯考和昆杜拉·雅諾維茨等。
目前DG公司力捧的新人有鋼琴家指揮家克裡斯蒂安·蒂勒曼，女小提琴家安娜·蘇菲·穆特和希拉里·哈恩。日前他們甫與2021年梅纽因大赛首獎得主瑪麗婭·杜埃尼亞思簽約。
在阿希夫旗下的藝人有卡尔·李希特、特雷沃·平诺克和约翰·艾略特·加德纳等。
2025年7月，陈致逸成为第一位与DG公司签约的中国作曲家。

## 子品牌

### 阿希夫
阿希夫（Archiv），德語原意為「檔案庫」，成立之初專注於早期作品（自额我略圣歌以降，至第一維也納古典前期）的錄製。以音樂學學者弗雷特·哈梅爾（Fred Hamel）為首的研究團隊對於所使用的演奏譜，做盡可能的研究與檢討；必要時，也根據手稿做出復原。哈梅爾逝世後，業務由同是學者的漢斯·希克曼接手，後者引進傅尼葉、施奈德漢、李希特等受歡迎的演奏家，使阿希夫一轉而為真正大眾化的品牌。其中，李希特率領慕尼黑巴赫管弦樂團（Münchener Bach-Orchester）所錄製的《马太受难曲》（#439 338-2）特別受到好評。
在上述諸位之外，管風琴家赫尔穆特·瓦尔哈亦是阿希夫的重要藝人，他所演奏的巴赫管風琴作品集是此品牌的重要錄音之一。

## 軼事
- 貝多芬第5號交響曲是DG與旗下指揮家合作的重要曲目，據指出，包括富特文格勒、貝姆、克萊伯、蒂勒曼以及古斯塔沃·杜達美等，在DG的第一份錄音均是此曲。[2]